# Cultura Cotofeni
La cultura Coţofeni (en serbio: Kocofeni), generalmente asociada a la cultura Usatove, fue una cultura arqueológica de la Edad de Bronce Temprana que existió entre el 3500 y el 2500 a. C. en la zona del Danubio medio del sureste de Europa Central.
El primer informe de un hallazgo de Coţofeni fue realizado por el padre Schuster en 1865 en el yacimiento de Râpa Roşie en Sebeş (actual condado de Alba, Rumanía). Desde entonces, esta cultura ha sido estudiada por varias personas en distintos grados. Entre los colaboradores más destacados en el estudio de esta cultura se encuentran C. Gooss, K. Benkő, B. Orbán, G. Téglas, K. Herepey, S. Fenichel, Julius Teutsch, Cezar Bolliac, V. Christescu, Teohari Antonescu y Cristian Popa. 

## Área geográfica
El área de la cultura Coţofeni puede verse desde dos perspectivas, como una zona de fluctuación, o en su área máxima de extensión. Abarca la actual Maramureş, algunas zonas de Sătmar, las zonas montañosas y accidentadas de Crişana, Transilvania, Banat, Oltenia, Muntenia (sin incluir el noreste), y al otro lado del Danubio en la actual Serbia oriental y el noroeste de Bulgaria.

## Cronología

### Cronología absoluta

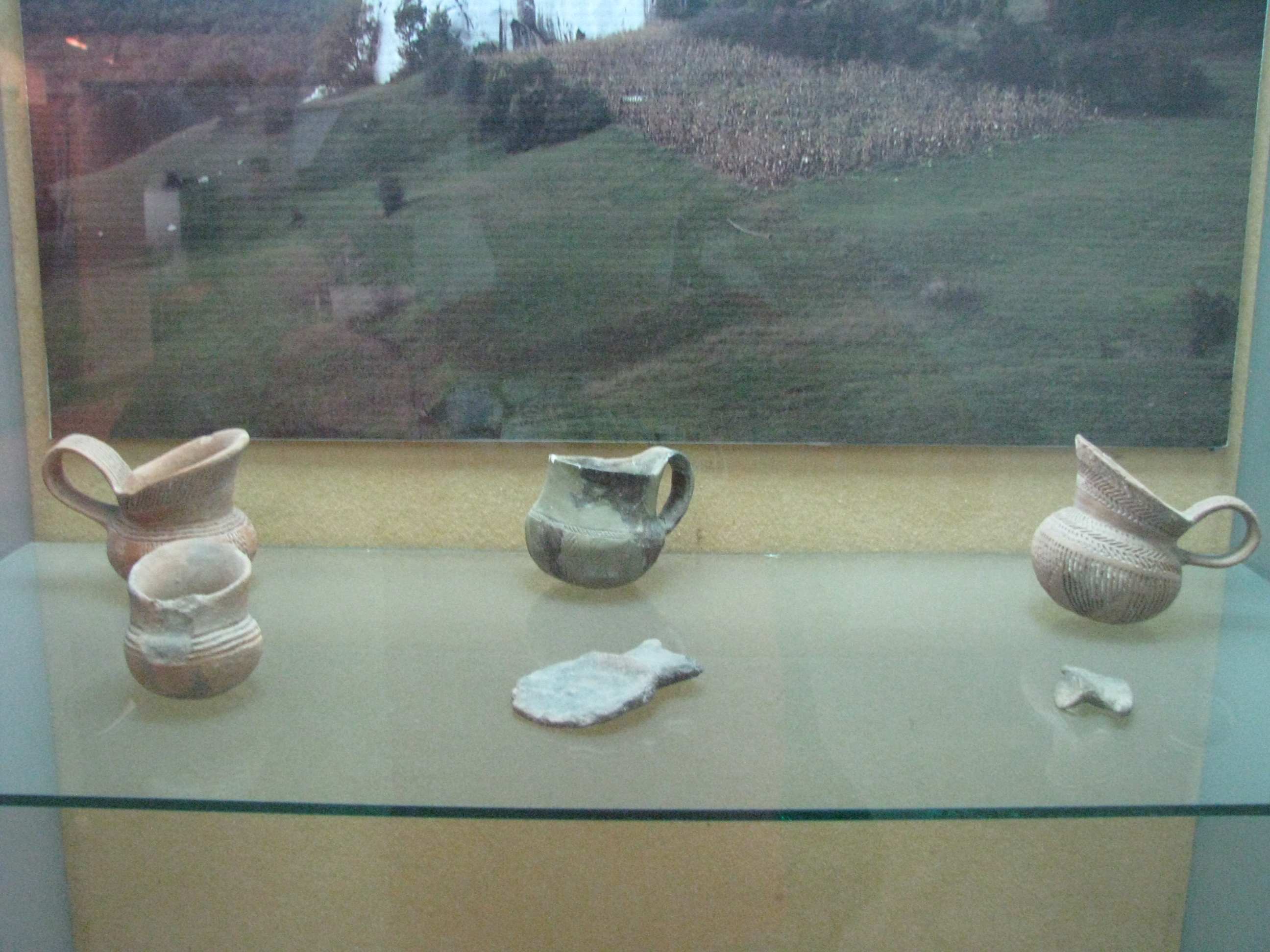
Vasijas de la cultura Coţofeni, herramientas de piedra y hueso, en exposición en el Museo Nacional de la Unión, Alba Iulia

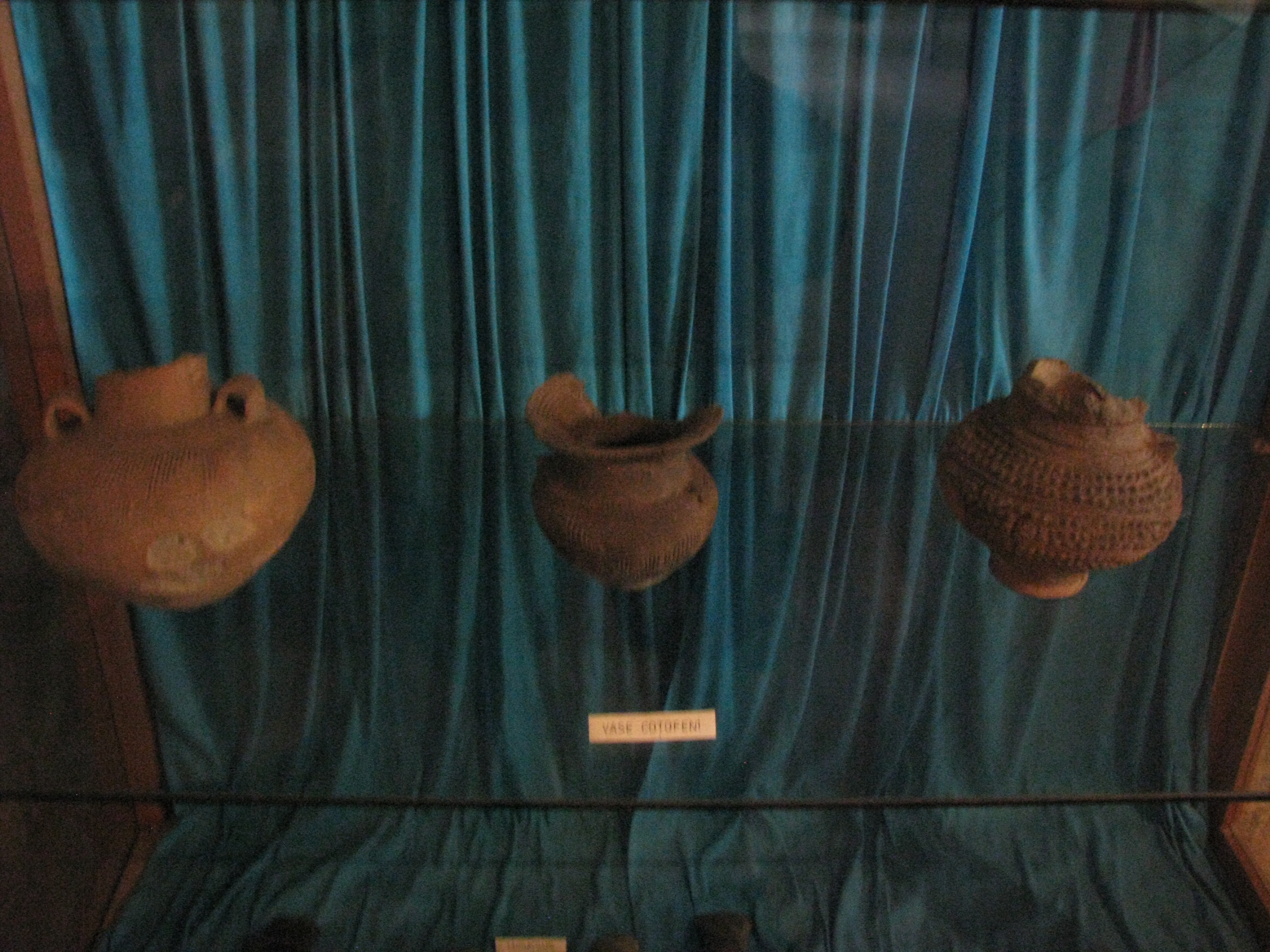
Cerámica de la cultura Coţofeni en el Museo de Historia de Aiud, Aiud, Rumanía.

Edad del Bronce en Rumanía. Desgraciadamente, la mayor parte de la cronología de la cultura Coţofeni se basa en sólo tres muestras recogidas en tres yacimientos Coţofeni diferentes. Sobre la base de estas fechas de radiocarbono, esta cultura puede situarse entre el 3500 y el 2500 a. C. aproximadamente.

### Cronología relativa
Se han establecido sincronismos culturales basados en las relaciones comerciales mutuas (visibles como artículos importados), así como en observaciones estratigráficas. Existe una evidente sincronía entre:
Coţofeni I - Cernavoda III - Baden A - Ánforas esféricas;
Coţofeni II - Baden B-C Kostolac;
Coţofeni III - Kostolac-Vučedol A-B.

## Relaciones con las culturas vecinas contemporáneas
Durante la evolución de la cultura Coţofeni, hubo claramente relaciones con otras culturas vecinas. La influencia entre los Coţofeni y sus vecinos la cultura Baden, Kostolac, Vučedol, cultura de las ánforas globulares así como las poblaciones de Ochre Burial fue recíproca. Las zonas limítrofes de estas culturas muestran rasgos culturales de aspectos mixtos, por ejemplo los hallazgos de Coţofeni-Baden y Coţofeni-Kostolac. Estos hallazgos de aspectos mixtos sugieren una cohabitación entre poblaciones afines. También apoyan la idea de un comercio bien establecido entre culturas.